# Chrysactinia mexicana
Chrysactinia mexicana, llamada comúnmente damianita, es una especie de la familia de las asteráceas nativa de México y el suroeste de los Estados Unidos. 

## Descripción
Es un arbusto perennifolio de hasta 80 cm de alto. Se ramifica y normalmente tiene una flor por rama, con rayos amarillos y discos amarillos o naranjas. Los aquenios se dispersan  por el viento de forma muy semejante al diente de león común (Taraxacum officinale).

## Distribución y hábitat
Se distribuye en Texas, Nuevo México, Aguascalientes, Chihuahua, Coahuila, Durango, Guanajuato, Hidalgo, México Estado, Nuevo León, Oaxaca, Puebla, Querétaro, San Luis Potosí, Zacatecas, Tamaulipas,  y Veracruz.
Habita bosques de encino, junípero, pino; en bosque tropical caducifolio, chaparrales, pastizales y como ruderal en ambientes perturbados. A altitudes entre los 750 a 2875 m s. n. m.

## Usos
La especie se cultiva a veces con fines ornamentales debido a sus flores atractivas y sus propiedades aromáticas.